# Прочишћење
Прочишћење (енгл. The Purge) је амерички хорор филм из 2013. године, режисера Џејмса Демарка са Итаном Хоком и Лином Хиди у главним улогама. Радња је смештена у 2022. години, када је на америчким изборима победила тоталитаристичка политичка партија која, с циљем да се избаве из економске кризе, уводи закон о Прочишћењу, једној ноћи у години када је на 12 сати сваки злочин легалан.
Филм је добио веома помешане критике, од оних најбољих, па до најлошијих. Бројни критичари су се сложили у томе да филм има фантастичну идеју, али лошу реализацију. Био је номинован за Награду Сатурн за најбољи хорор филм, коју је изгубио од Призивања зла. Остварио је велики финансијски успех и са буџетом од 3 милиона долара зарадио готово 30 пута више, због чега је убрзо добио бројне наставке.
Први наставак је објављен наредне године, под насловом Прочишћење 2: Анархија. И други и трећи део су остварили већи успех од оригинала и по заради и по оценама критичара, што се ретко дешава код наставака филмова. Четврти филм у серијалу је преднаставак овог филма и објављен је 2018, а у изради је и пети део који је најављен као последњи у франшизи.

## Радња
2014. у САД-у је на изборима победу однела тоталитаристичка политичка партија, која као решење за економски колапс доноси закон о Прочишћењу по коме се током једне ноћи сваки злочин укључујући: тешко убиство, уништавање имовине, крађу и силовање, сматра легалним.
У 2022. САД је изашла из економске кризе, а стопа незапослености је спала испод 1%. 
Радња филма се наставља једном од ноћи Прочишћења и прати породицу Сандин, која због своје одлуке да помогне бескућнику, постаје мета групе чиститеља који убијају све сиромашне и незаштићене који им се те ноћи нађу на путу.

## Улоге
| Глумац          | Улога                            |
| --------------- | -------------------------------- |
| Итан Хок        | Џејмс Сандин                     |
| Лина Хиди       | Мери Сандин                      |
| Аделајд Кејн    | Зои Сандин                       |
| Макс Беркхолдер | Чарли Сандин                     |
| Едвин Хоџ       | крвави странац                   |
| Тони Олер       | Хенри                            |
| Арија Барејкис  | Грејс Ферин                      |
| Рис Вејкфилд    | углађени странац „чиститељ”      |
| Ејми Акер       | Венди Лин                        |
| Крис Малки      | г. Халверсон                     |
| Синди Робинсон  | глас који најављује „Прочишћење” |